# Luis Lippa
Gian Luis Lippa Preziosi (San Fernando de Apure, 17 de noviembre de 1954) es un político y farmacéutico venezolano, quien se desempeñó como diputado a la Asamblea Nacional dentro de la IV Legislatura. Entre 2000 y 2004 fue gobernador del estado Apure.

## Biografía
Lippa es farmacéutico descendiente de italianos. Inició su carrera política como dirigente local del socialdemócrata Acción Democrática, luego sirviendo como diputado a la Asamblea Legislativa de Apure entre 1992 y 1998.
En las elecciones de 2000 fue candidato a la gobernación del estado Apure por AD, y apoyado por COPEI, Proyecto Venezuela y Convergencia, siendo electo derrotando al gobernador Jesús Aguilarte Gámez, abanderado del MVR, en una votación 48–38 % respectivamente.
En 2003 abandona Acción Democrática para fundar el partido regional Fuerza Ciudadana. En las elecciones de 2004, Lippa se postula a la reelección con el apoyo de la coordinadora democrática, sufriendo una estrepitosa derrota ante el exgobernador Aguilarte Gámez, apoyado por el presidente Hugo Chávez, al conseguir solo el 27 %, frente al 66 % conseguido por el vencedor. Lippa fue inhabilitado políticamente por la justicia en 2008. Lippa buscó nuevamente la gobernación en 2012, apoyado por la Mesa de la Unidad Democrática. En la elección Lippa consiguió sólo el 22 % de votos, perdiendo ante el gobernador Ramón Carrizalez, del PSUV, quien alcanzó el 63 %.

### Diputado
En las elecciones parlamentarias de 2015, Lippa fue electo diputado a la Asamblea Nacional por la Mesa de la Unidad Democrática. Asumió su cargo el 5 de enero de 2016. Durante su período en la Asamblea, Lippa formó parte de la Comisión Permanente de Finanzas y Desarrollo Económico, la Subcomisión de Desarrollo Agro-Alimentario y fue Presidente de la Comisión Permanente de Ciencia, Tecnología e Innovación entre 2018 y 2019.
Lippa intentó postularse a la gobernación de nuevo en 2017 pero fue inhabilitado por 13 años debido a presuntas irregularidades durante su período como gobernador en la construcción de un centro materno infantil. Lippa fue inhabilitado un día después de que su candidatura fue admitida por el Consejo Nacional Electoral. Lippa abandonó Fuerza Ciudadana para integrarse a Primero Justicia.
La inhabilitación de Lippa cesó en 2021, cuando se postuló por quinta vez a gobernador con el apoyo de la Mesa de la Unidad Democrática en las elecciones regionales de ese año.